# لیر بریتانیایی

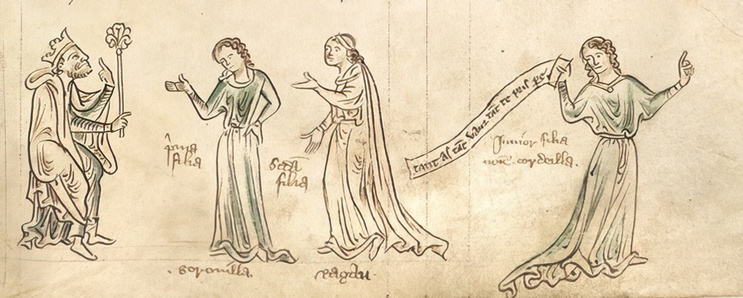
شاه لیر و دخترانش، حاشیه‌نگاری در Chronica Majora، حدود ۱۲۵۰ میلادی

لیر بریتانیایی (به انگلیسی: Leir of Britain) پادشاه افسانه‌ایِ بریتون‌های سلتی است که داستانش را جفری مانموث در اثر شبه‌تاریخی خود، تاریخچه پادشاهان بریتانیا، که در سال ۱۱۳۶ میلادی نگاشته شده، روایت می‌کند. به نوشتهٔ جفری، لیر از نوادگان بروتوس تروایی که حدود هشت قرن قبل از میلاد (تقریباً معاصر با پایه‌گذاری شهر رم) بر بریتانیا حکومت می‌کرد.
افسانهٔ لیر الهام‌بخش ویلیام شکسپیر در نگارش تراژدی بسیار معروفِ شاه لیر بوده‌است.